# マリオ・マルティネス (1985年生のサッカー選手)
マリオ・マルティネス・ルビオ（	Mario Martínez Rubio, 1985年3月25日 - ）は、スペインのサッカー選手。スペイン・ソリア出身。ポジションはミッドフィールダー。

## 経歴
地元ソリアのサッカークラブ、CDヌマンシアのカンテラ出身。2007年にセグンダBのサモラCFにレンタル移籍した時期を除き、ヌマンシア一筋である。デビューは2002-03シーズン、17歳の時であったが、シーズン出場時間がはじめて1000分を超えたのは2007-08シーズンだった。ヌマンシアでは2度のプリメーラ・ディビシオン昇格と2度のセグンダ・ディビシオン降格を経験している。2008年8月31日、FCバルセロナとの開幕戦で初得点を挙げ、ヌマンシアはこの得点を守りきり1-0で勝利した。2008-09シーズンは途中出場が多かったが、プリメーラで26試合に出場した。
2008年のロテリア・デ・ナビダで15万ユーロ（約1900万円）を当てた。この時のマリオの年俸は20万ユーロ（約2500万円）であった。